# Rhipidomys
Rhipidomys is een geslacht van Zuid-Amerikaanse knaagdieren (familie Cricetidae, onderfamilie Sigmodontinae, tribus Thomasomyini). De eenentwintig soorten komen voor in Panama, de noordelijke Andes, het Amazonegebied, het Braziliaanse Hoogland en het Atlantische Woud. 28 soorten zijn beschreven.

## Indeling
Er worden 28 soorten in dit geslacht geplaatst:
- Rhipidomys albujai Brito, Tinoco, Chávez, Moreno Cárdenas, Batallas, & Ojala-Barbour, 2017
- Rhipidomys austrinus Thomas, 1921
- Rhipidomys bezerrensis Campos, Percequillo, & Langguth, 2022
- Rhipidomys caracolensis Campos, Percequillo, & Langguth, 2022
- Rhipidomys cariri Tribe, 2005
- Rhipidomys caucensis J.A. Allen, 1913
- Rhipidomys couesi (Allen & Chapman, 1893)
- Rhipidomys emiliae (J.A. Allen, 1916)
- Rhipidomys fulviventer Thomas, 1896
- Rhipidomys gardneri Patton et al., 2000
- Rhipidomys ipukensis R. G. Rocha, B. M. de A. Costa, & L. P. Costa, 2011
- Rhipidomys itoan B. M. de A. Costa, Geise, Pereira, & L. P. Costa, 2011
- Rhipidomys latimanus (Tomes, 1860)
- Rhipidomys leucodactylus (Tschudi, 1845)
- Rhipidomys macconnelli de Winton, 1900
- Rhipidomys macrurus Gervais, 1855
- Rhipidomys mastacalis (Lund, 1840)
- Rhipidomys modicus Thomas, 1926
- Rhipidomys nitela (Thomas, 1901)
- Rhipidomys ochoagrateroli F. J. García, T. G. Almeida, M. Machado, Delgado-Jaramillo, Araujo-Reyes, Vásquez-Parra, & Flórez, 2020
- Rhipidomys ochrogaster J.A. Allen, 1901
- Rhipidomys similis J. A. Allen, 1912
- Rhipidomys tenuicauda (J. A. Allen, 1899)
- Rhipidomys tribei B. M. de A. Costa, Geise, Pereira, & L. P. Costa, 2011
- Rhipidomys venezuelae Thomas, 1896
- Rhipidomys venustus Thomas, 1900
- Rhipidomys wetzeli Gardner, 1990
- Rhipidomys ybyrae Lanes & Bonvicino, 2023

Aepeomys · Chilomys · Rhipidomys · Thomasomys